# Descansa en paz
Descansa en paz (sueco: Hanteringen av odöda) es una novela de terror del año 2005 escrita por el autor sueco John Ajvide Lindqvist, traducida al español en el año 2010. La trama gira en torno a la inexplicable resurrección de miles de personas muertas recientemente en la ciudad de Estocolmo y sus alrededores, produciendo diferentes reacciones sociales y conflictos entre las autoridades suecas y los familiares de los redivivos. Uno de los temas principales de la novela es el afecto entre padres e hijos. 
Es la segunda novela de John Ajvide Lindqvist. Un relato corto que constituye un epílogo adicional de Descansa en paz está incluido en Papperväggar (Paredes de papel), una colección de relatos cortos del autor publicada en el año 2006.

## Trama
Tras una inusitada ola de calor durante la que los aparatos eléctricos no se apagan, los muertos de Estocolmo comienzan a volver a la vida por motivos inexplicables, provocando confusión y miedo entre los vivos. Las autoridades suecas comienzan a recoger a los muertos de las morgues y cementerios, al mismo tiempo que tratan de estudiar el fenómeno. 
La trama de Descansa en paz se centra en tres historias independientes, que discurren de forma paralela aunque con ciertos puntos de contacto en determinados momentos. Los protagonistas son:
- David Zetterberg: Un humorista cuya esposa Eva fallece en un accidente de tráfico para resucitar unas horas después. Eva es la única de los redivivos que parece ser capaz de articular frases coherentes.
- Gustav Mahler: Un periodista que es el primero en recibir la noticia del regreso de los muertos a la vida. Gustav acude al cementerio donde está enterrado su pequeño nieto Elias y se lo lleva a casa.
- Elvy Lundberg: Una anciana viuda que posee una extraña percepción y que cree que el regreso de los muertos a la vida es una señal del comienzo del Apocalipsis. Durante la trama recibe diversas visiones y mensajes cuyo significado le confunde. Su nieta Flora, una adolescente rebelde, también se ve involucrada en el proceso.

## Adaptación cinematográfica
Desde el año 2005 existe un proyecto sueco para llevar Descansa en paz al cine. La película estará basada en un guion escrito por John Ajvide Lindqvist y será dirigida por Kristian Petri. Está producida por Tre Vänner Produktion AB y la fecha de rodaje todavía no ha sido anunciada.